# The Roller
Pour les articles homonymes, voir Roller.
The Roller est le premier single officiel du groupe Beady Eye, et figure sur leur premier album Different Gear, Still Speeding. Ce morceau est disponible au téléchargement depuis le 23 janvier 2011, à la suite de la parution du clip le 11 janvier. 
Cette chanson devient rapidement leur chanson la plus connue, et la signature du groupe.

## Liste des titres
Toutes les chansons sont écrites et composées par Gallagher/Archer/Bell.
| No | Titre         | Durée |
| -- | ------------- | ----- |
| 1. | The Roller    | 3.37  |
| 2. | Two of a Kind | 3:01  |

## Clip
Le clip montre le groupe en train de jouer tandis qu'une jeune femme tourne autour d'eux à moto. Il fut diffusé pour la première fois sur Channel 4 le 11 janvier 2011, avant d'être mis en ligne sur YouTube,.

## Classement
Le single se plaça à la 31e position des charts anglais le jour de sa sortie, celle-là même qu'occupa le premier single d'Oasis Supersonic en 1994.
| Classement (2010)              | Meilleure position |
| ------------------------------ | ------------------ |
| Royaume-Uni (UK Singles Chart) | 31                 |